# Putte Lindholm
Bror-Putte Göran Lindholm, född 27 juli 1921 i Helsingfors, död  14 juni 1999 i Töreboda, var en finländsk-svensk målare och teckningslärare.
Han var son till timmermannen Georg Fredrik Lindholm och Erika Emalia Samuelsdotter och från 1943 gift med dekoratören Martta Roxitu. Lindholm studerade vid den finländska konstakademien och Centralskolan för konstflit i Helsingfors 1936–1939 och företog därefter studieresor till Paris, Köpenhamn och Oslo. Separat ställde han ut i Helsingfors 1947 och i Norrtälje och Helsingör de följande åren. Tillsammans med Juho Suni ställde han ut i Gävle 1952. Han medverkade i De ungas utställning i Helsingfors 1947, Årsutställningarna i Helsingfors 1947–1949 och Gävleborgs konstförenings utställningar. Hans konst bär drag från en förenklad kubism och kan ibland vara helt nonfigurativ utförda i olja, gouache, pastell eller akvarell samt arbeten i batik.